# 埃里克·瓦尔加
埃里克·瓦尔加（1976年6月9日—）生于沙拉，是一名斯洛伐克男子射击运动员，主攻飞碟射击。他在1986年时开始练习射击，1989年开始参加射击比赛。他的教练是Branislav Slamka。他曾参加过2008年、2012年和2016年三届奥运，分别获得第9名、第12名和第21名。